# کاماکورا-فو

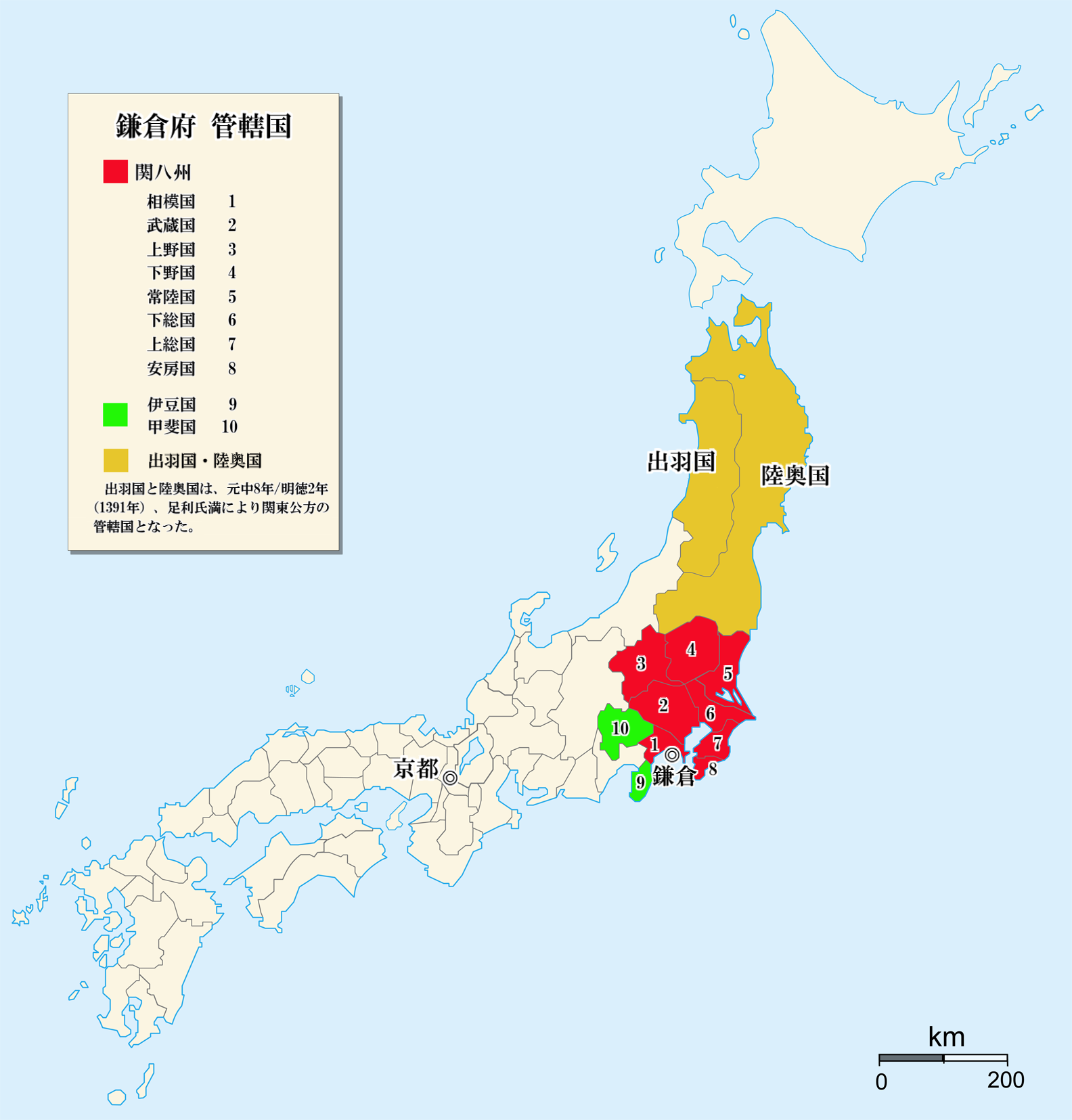
دولت کاماکورا

کاماکورا-فو (انگلیسی: Kamakura-fu) به معنای دولت کاماکورا، نهادی بود که توسط شوگون‌سالاری آشیکاگا تأسیس شد، که در پایگاه اصلی آن در کیوتو بود. این نهاد در دوره نانبوکوچو تأسیس شد تا کاماکورا، مقر اصلی شوگون‌سالاری کاماکورای قبلی و ۱۰ ولایت منطقه کانتو که پایگاه آن بودند، را کنترل کند.
از سال ۱۳۴۹ تا ۱۴۵۵ دوام داشت. پسر دوم شوگون آشیکاگا تاکائوجی، آشیکاگا موتوئوجی و فرزندانش به مقام سر رسیدند و کاماکورا کوبو (یا کانتو کوبو) نامیده می‌شدند. معاونانی به نام کانری که به‌طور سنتی در میان اعضای خاندان اوئه‌سوگی انتخاب می‌شدند، نیز به آنها کمک کردند.